# Eric Osterling
Eric Alfred Osterling (West Hartford (Connecticut), 21 maart 1926 – Plant City (Florida), 26 juli 2005) was een Amerikaans componist, muziekpedagoog en dirigent. Hij was een zoon van het echtpaar Eric Osterling (sr.) en Merline Page.

## Levensloop
Osterling speelde al op 14-jarige leeftijd als pianist in verschillende orkesten en werkte als pianobegeleider en als arrangeur voor diverse dansorkesten in de regio om West Hartford. Hij studeerde muziek aan het Ithaca College School of Music in Ithaca (New York), waar hij zijn Bachelor of Music behaalde. Vervolgens studeerde hij aan de Universiteit van Connecticut in Storrs en behaalde zijn Master of Music. Zijn studies voltooide hij aan het Hartt College of Music in West Hartford (Connecticut) en specialiseerde zich erbij in muziekonderwijs.
Hij werkte 34 jaar als docent aan openbare scholen in Portland (Connecticut) en was aldaar ook een bekend dirigent van school-harmonieorkesten. Met deze jeugdorkesten was hij regelmatig bij muziekwedstrijden in de regio, in de staat Connecticut en op nationale wedstrijden in de Verenigde Staten. Zijn harmonieorkesten behaalden prijzen en werden als een van de beste in hun categorie aan de Oostkust beschouwd. In 1961 werd hij van de Middletown Junior Chamber of Commerce (kamer van koophandel) tot Man of the Year uitgeroepen en met hun "Distinctive Service Award" bekroond. Ter gelegenheid van het 25-jarig jubileum van het openbare schoolsysteem te Portland werd zijn werk als muziekopleider in het Amerikaanse House of Congress in een toespraak van de afgevaardigde Robert H. Steele gewaardeerd.
Later werkte hij als docent aan het Florida Southern College in Lakeland, waar hij verdere zes jaar leerde en het jazzband programma aan dit college inrichtte. Zijn werk Constitution State werd uitgekozen als officiële song van de staat Connecticut door de Gouverneur Ella T. Grasso.
Osterling was lid van de "National Band Director’s Honorary Fraternity" en van de American Society of Composers, Authors and Publishers (ASCAP).
Als componist en arrangeur kende hij de speciale belangen van de harmonieorkesten in de verschillende niveaus en verrijkte ook na zijn pensionering de literatuur met fascinerende en redelijke werken.

## Composities

### Werken voor harmonieorkest
- 1961 Beguine for Flutes[1]
- 1961 Swedish Folk Suite
  1. The Stars, They Shine So Brightly
  2. Gotland Quadrille
  3. Thou Ancient, Thou Free Born
- 1963 Bandology, concertmars[2]
- 1967 Preludio
- 1969 Overture in C minor
- 1969 Symphonic Chorale
- 1970 Nordic Overture
- 1973 First Symphony
- 1975 Adventurous Night, suite
- 1982 Castlewood Overture
- 1982 Environ Overture
- 1982 Neapolitan Overture
- 1984 Yorkdale Overture
- 1985 Erin Rhapsody
- 1986 Concert Choral
- 1986 Grand Festival Overture
- 1987 Sturbridge Overture
- A Christmas Trilogy
  1. Away In A Manger
  2. Deck The Hall
  3. Joy To The World
- A Glorious Noel
- A Salute To Louis Armstrong
  1. What a Wonderful World
  2. When the Saints Go Marching In
  3. St. Louis Blues
  4. Hello Dolly
- A Study In Lavender
- Australian Rhapsody
- Bandwagon March
- Barrelhouse Blues
- Battle Hymn Of The Republic
- Beguine for Youth
- Big Band Classics

- Billboard March
- Black Pearl
- Blue Mist (Beguine)
- Bunker Hill
- Busmans Holiday
- Castlewood Overture
- Cha Cha Lite
- Charter Oak
- Christmas Overture
- Christmas Portrait
- Christmas Wonderland
- Colonel Hathi's March from The Jungle Book
- Constitution State, voor samenzang en harmonieorkest
- Dancing Trumpet
- Die Meistersinger, Excerpts
- "Dixieland Struttin'"
- Dorchester, concertmars
- Entry of the Lancers
- Fandango for Flutes
- Flutes España
- Gateway March
- Give The Bass A Taste
- Glorious, concertmars[3]
- Golden Crown
- Grand Island Parade
- Harmonious Blacksmith
- Jalapeno Percussion
- Jitterbug Blues
- Jolly Cobbler
- Le Sabre March
- March for a festive Occasion
- Mount Of Might, concertmars
- Mr. Maestro
- Music from Chicago
  1. And All That Jazz
  2. Cell Block Tango
  3. Roxie
- Noble Procession
- Nocturne for Winds

- O Holy Night Cantique De Noel
- Overture for Youth
- Pulsar, concertmars
- Ring of Honor
- Rock-a-My Sax, voor saxofoongroep solo en harmonieorkest
- Samba for Flutes, voor dwarsfluittrio en harmonieorkest
- Saxology, voor altsaxofoon en tenorsaxofoon solo en harmonieorkest
- Scandinavian Fantasy
- Scarlet Hurrican, concertmars
- School Colors on Parade
  1. Across The Field
  2. Notre Dame Victory March
  3. On Wisconsin!
  4. The Sweetheart Of Sigma Chi
  5. The Victors (Michigan Fight Song)
- Solara, concertmars
- Spanish Brass
- Swamp Dog Rag
- Swedish Folk Rhapsody
  1. O Varmland
  2. My Love Like A Dainty Shepherdess
  3. In The Summer The Sun Shines So Clearly
  4. Flowers Of Joy
  5. The King
- Symfonie nr. 1
- Tall Cedars
- The Good Daughter (La Buona Figliuola), ouverture
- The Nutmeggers[4]
- The Showstopper, concertmars
- The Woodwind Rag
- Thundercrest
- Tidewater
- Tippecanoe
- Totem Pole March
- Tropical Scene
- Tropical Twilight
- Village Charm
- Waltzing Winds
- We know Cha-Cha

### Kamermuziek
- Beguine for Clarinets, voor klarinettrio
- Beguine for Saxophones, voor altsaxofoontrio
- Beguine for Trumpets, voor trompettrio

### Werken voor slagwerk
- Beguine For Mallets, voor slagwerkkwintet
- Samba For Mallets, voor slagwerkkwintet

## Media
1. ↑  Beguine for Flutes door East Chapel Hill High School Concert Band
2. ↑  Bandology door CHMS Symphonic Band. Gearchiveerd op 10 december 2017.
3. ↑  Glorious door de "Benton 9th Grade Junior High School Band" o.l.v. James Pianalto. Gearchiveerd op 2 juli 2023.
4. ↑  The Nutmeggers door het "Stephenson High School Wind Ensemble"

- Bibliothèque nationale de France: cb155940952 (data)
- Gemeinsame Normdatei: 1150655046
- International Standard Name Identifier: 0000 0000 5196 5129
- Library of Congress Control Number: no92009541
- MusicBrainz: 9f1d8ff6-8ece-4f2c-8203-7e72ec44988b
- Virtual International Authority File: 74172430
- WorldCat: E39PBJkMDPBXVrHqjqpft3fXh3